# Urocotyledon inexpectata
Espèce
Synonymes
- Diplodactylus inexpectatus Stejneger, 1893

Statut de conservation UICN

 LC  : Préoccupation mineure
Urocotyledon inexpectata est une espèce de geckos de la famille des Gekkonidae.

## Répartition
Cette espèce est endémique des Seychelles.

## Publication originale
- Stejneger, 1893 : On some collections of reptiles and batrachians from East Africa and the adjacent islands, recently received from Dr. W. L. Abbott and Mr. William Astor Chanler, with descriptions of new species. Proceedings of the United States National Museum, vol. 16, p. 711-741 (texte intégral).